# Min Li Marti
Min Li Marti (Berna, 1º giugno 1974) è un'editrice e politica svizzera del Partito Socialista (PS). Dal 2015 è membro del Consiglio nazionale per il Canton Zurigo. È anche editrice e caporedattrice del settimanale PS

## Biografia

### Studi e carriera professionale
Min Li Marti è nata a Berna nel 1974 da madre cinese rifugiata e padre svizzero, ed è cresciuta a Olten. Nel 1995 si è trasferita a Zurigo, dove ha completato i suoi studi in sociologia, giornalismo e storia sociale ed economica nel 2000 presso l'Università di Zurigo. Ha poi effettuato corsi di perfezionamento in comunicazione aziendale presso l'Istituto svizzero di relazioni pubbliche, in sceneggiatura presso la Film and Audiovision Foundation FOCAL e in leadership e change management presso l'Università di scienze applicate di Zurigo (ZHAW).
Marti ha lavorato principalmente nei settori del cinema e delle campagne elettorali. Nel 2004 ha co-fondato la società di produzione "Das Kollektiv für audiovisuelle Werke GmbH", che ha realizzato film come Guru: Bhagwan, his Secretary and his Bodyguard di Sabine Gisiger e Beat Häner. Marti è stata attiva nella campagna elettorale per la Zurich Film Foundation e ha consigliato politici zurighesi come Elmar Ledergerber, Martin Graf e Ruth Genner durante la campagna elettorale. Dal 2000 al 2004 è stata segretaria di partito del PS nel Canton Zurigo, dove è stata responsabile della campagna elettorale cantonale. Dal 2008 al 2010 ha condotto le campagne del sindacato VPOD come segretaria centrale. Min Li Marti e Andrea Sprecher sono diventati co-responsabili della comunicazione presso SP Svizzera nel 2011 e hanno organizzato la campagna elettorale nazionale del 2011 con un budget di circa 1,5 milioni di franchi. Dal 2012 al 2015, Marti ha lavorato come consulente senior al "Kampagnenforum", forum della campagna left-green, e all'agenzia di comunicazione "Haemmerlischaefer Contemporary Communications". 
Min Li Marti è diventata nota a un pubblico più ampio come editorialista del quotidiano gratuito 20 Minuten. Dalla fine del 2014 è editore e caporedattore del settimanale di sinistra PS, con sede a Zurigo, e che ha ricevuto dal suo predecessore Koni Loepfe per una tazza di caffè. È anche membro del consiglio di amministrazione di Energie 360 Grad AG (ex Erdgas Zürich AG). 

### Attività politica
La carriera politica di Marti è iniziata nell'associazione studentesca di sinistra dell'Università di Zurigo (VSU) dopo aver già militato a favore dei diritti umani in seno ad Amnesty International. Nel 2002 è stata eletta nel consiglio comunale di Zurigo nei distretti 4 e 5 per il Partito Socialista, mantenendo questo incarico fino al 2015. Dal 2009 al 2015 ha presieduto il gruppo parlamentare PS e la Commissione intergruppo (IFK). Min Li Marti fa parte del consiglio di amministrazione del PS della città di Zurigo. Nel 2012 Min Li Marti è stato votato come il comunicatore sui social media più influente di tutta la comunità svizzera e dei politici locali.
Ha fatto domanda all'interno del partito per una candidatura al consiglio comunale, ma ha perso per un voto contro Raphael Golta. Alle elezioni federali del 2015 è stata eletta al Consiglio nazionale per il Canton Zurigo, con 94 867, risultando la ventunesima candidata più votata del cantone. Dal 2015 al 2018 fu membro della Commissione della scienza, dell'educazione e della cultura. Venne confermata alle elezioni federali del 2019 con 88 371 preferenze, la quindicesima più votata. Anche alle elezioni federali del 2023 venne rieletta risultando la quattordicesima più votata con 106 300 preferenze. Considerata "molto di sinistra", è qualificata "pragmatica e conciliante" dal Neue Zürcher Zeitung.

## Vita privata
Min Li Marti vive con suo marito, il consigliere nazionale dei Verdi Balthasar Glättli, e la loro figlia, nata il 24 gennaio 2018, a Zürich-Wipkingen. Secondo i due politici, la figlia è la prima bambina i cui genitori sono contemporaneamente membri del Consiglio nazionale. Fino alla sessione primaverile di fine febbraio 2018, Marti e Glättli hanno usufruito del congedo parentale; Marti ha continuato il suo congedo di maternità sino alla primavera 2018.
Rappresenta una generazione più giovane di socialdemocratici, è stata influenzata dalla scena dei bar illegali di Zurigo e ha familiarità con le questioni della cultura pop. Nel 1999 è stata co-curatrice dell'antologia «Sex Drugs Rock'n'Roll. 30 short stories” e nel 2003 la raccolta di cortometraggi zurighesi “Züri Gschnätzlets”.